# Orangenschalen – Eine Übung in Disziplin
Orangenschalen – Eine Übung in Disziplin ist ein neunminütiger preisgekrönter Kurzfilm von Jane Campion.

## Handlung
Drei Personen sind im Auto auf dem Weg nach Hause, ein Vater mit seinem Sohn und die Schwester des Vaters. Während der Fahrt schält der Sohn auf dem Beifahrersitz eine Orange und wirft die Schalen aus dem Seitenfenster. Nachdem der Vater ihn mehrmals erfolglos aufgefordert hatte, die Schalen nicht aus dem Fenster zu werfen, hält er an und schickt den Jungen die relativ stark befahrene Straße zurück, um die Schalen aufzusammeln. Der Junge tut es widerwillig und bleibt einige Zeit weg. In dieser Zeit beschimpfen sich die Geschwister im Auto, denn sie verpasst durch die Verzögerung ihre Lieblingsserie.
Schließlich folgt der Vater seinem Sohn und findet ihn mit den aufgesammelten Schalen. Als sie zum Auto zurückkommen, schält die Schwester ebenfalls eine Orange und lässt die Schalen neben dem Auto auf den Seitenstreifen fallen. Nun schreien Vater und Sohn die Schwester an. Am Ende verstummen alle: die Schwester auf dem Beifahrersitz, der Vater auf der hinteren Stoßstange sitzend, der Junge auf dem Autodach hüpfend.

## Auszeichnungen
Orangenschalen gewann auf dem Filmfestival von Cannes 1986 die Goldene Palme als Bester Kurzfilm.